# Шёнборн, Франциск де Паула фон
граф Франциск де Паула (Франц-Мария-Карл-Эрвин-Пауль) фон Шёнборн-Буххайм-Вольфсталь (чеш. František z Pauly (Franz de Paula Schönborn-Buchheim-Wolfsthal, нем. Franziskus von Paula (Franz Maria Karl Erwin Paul) von Schönborn-Buchheim-Wolfsthal; 24 января 1844, Прага, земли Чешской короны, Австрийская империя — 25 июня 1899, Фалкенау-на-Эгере, Австро-Венгрия) — австро-венгерский кардинал. Епископ Ческе-Будеёвице с 28 сентября 1883 по 27 июля 1885. Архиепископ Праги с 27 июля 1885 по 25 июня 1899. Кардинал-священник с 24 мая 1889, титулом церкви Санти-Джованни-э-Паоло с 30 декабря 1889. Из рода Шёнборнов.